# Sigöldulón
Sigöldulón (Krókslón) – zbiornik retencyjny na południu Islandii, o powierzchni około 14 km².